# گزارش اقلیت (فیلم)
گزارش اقلیت (به انگلیسی: Minority Report) یا گزارش موارد نادر فیلمی سینمایی در ژانر علمی تخیلی، سایبرپانک و دلهره آور است که توسط استیون اسپیلبرگ کارگردانی شده است و اسکات فرانک و جان کوهن نویسندگی آن را به عهده داشتند. این فیلم بر اساس داستان کوتاه به همین نام به قلم فیلیپ کی. دیک ساخته شده و در سال ۲۰۰۲ میلادی بر پرده سینماها اکران شد. کوین کلی سردبیر اجرایی پیشین وایرد مشاور آینده نگر در این فیلم بوده است.

## خلاصه داستان
داستان فیلم گزارش اقلیت در سال ۲۰۵۴ می‌گذرد. محور اصلی داستان بر مبنای سیستمی است که بر مبنای ۳ انسان کار می‌کند و می‌تواند جرایم را پیش از وقوع پیش‌بینی کند و بدین ترتیب مأموران اجرایی پیش از وقوع جنایت جلوی آن را می‌گیرند و مدت‌ها است که دیگر جنایتی رخ نداده است. اما همین سیستم پیچیده هم ممکن است فریب بخورد. زمانی که ماشین پیش‌بینی می‌کند در زمان مشخصی یکی از مأموران اصلی پروژه دست به قتل خواهد زد، او با این پرسش مواجه می‌شود که آیا خود اراده تغییر آینده خود را دارد یا مجبور است به تقدیر تن دهد و در این راه معمای پیچیده‌ای را باز می‌کند.

## مشروح داستان
در سال ۲۰۵۴، دولت فدرال ایالات متحده قصد دارد سامانهٔ پلیسی «پیش‌جنایت» را که شش سال در واشینگتن دی‌سی به‌طور آزمایشی اجرا شده، در سراسر کشور اجرا کند. سه انسان پیشگو («پیش‌آگاه») بینشی روانی از وقوع قتل قریب‌الوقوع دریافت می‌کنند و مأموران با تحلیل این رؤیاها، محل وقوع جنایت و عامل آن را شناسایی کرده و پیش از ارتکاب، او را بازداشت می‌کنند. کسانی که قصد قتل دارند، به کمای القایی الکتریکی فرستاده می‌شوند و در بازداشتگاهی شبیه «دیدگاه‌خانه» (panopticon) نگهداری می‌شوند. با آن‌که این سامانه تقریباً همهٔ قتل‌های از پیش‌برنامه‌ریزی‌شده را از بین برده، قتل‌های آنی ناشی از خشم و احساسات که با عنوان «گلوله سرخ» شناخته می‌شوند، همچنان رخ می‌دهند و فرصت واکنش پلیس برای پیشگیری از آن‌ها بسیار کوتاه است.
«جان اندرتون»، رئیس بخش پیش‌جنایت، پس از آن‌که پسر شش‌ساله‌اش «شان» ربوده شد و هیچ‌گاه پیدا نشد، به این برنامه پیوست. او دچار افسردگی و اعتیاد به ماده‌ای به‌نام «نئورین» است و همسرش، «لارا»، او را ترک کرده است. مأمور وزارت دادگستری آمریکا، «دنی ویتور»، برای بازرسی سامانه به آن‌جا می‌آید تا ایرادات احتمالی را بیابد. یکی از پیش‌آگاهان به نام «آگاتا»، در حضور اندرتون، بینشی از غرق‌شدن زنی را تجربه می‌کند. اندرتون کنجکاو می‌شود و از رئیس زندان می‌فهمد که قربانی احتمالی، «آن لیولی»، اندکی پس از جلوگیری از قتلش ناپدید شده است؛ اما همچنین درمی‌یابد که بینش آگاتا دربارهٔ این جنایت، ثبت نشده است. اندکی بعد، پیش‌آگاهان پیش‌بینی می‌کنند که اندرتون فردی به نام «لئو کرو» را خواهد کشت، با آن‌که هیچ‌گاه او را ندیده است. اندرتون فرار می‌کند و ویتور عملیات دستگیری او را آغاز می‌کند.
اندرتون به دیدار دکتر «آیریس هاینمن» می‌رود، زیست‌شناس مولکولی‌ای که بنیان‌گذار پروژهٔ پیش‌جنایت بوده است. هاینمن می‌گوید که توانایی پیش‌آگاهان، نتیجهٔ آسیب مغزی آن‌ها در دوران جنینی بر اثر اعتیاد والدینشان به شکل‌های اولیه و ناخالص نئورین بوده است. او توضیح می‌دهد که گاهی یکی از پیش‌آگاهان آینده‌ای متفاوت با دو نفر دیگر می‌بیند که «گزارش اقلیت» نامیده می‌شود. این تفاوت‌ها برای حفظ اعتبار سامانه حذف می‌شوند، ولی خود پیش‌آگاهان آن‌ها را به خاطر می‌سپارند. اگر اندرتون گزارشی اقلیت داشته باشد، به‌احتمال زیاد آن را آگاتا، که قوی‌ترین پیش‌آگاه است، دیده است.
اندرتون برای فرار از سامانه‌های اسکن شبکیهٔ چشم شهر، عمل پیوند چشم انجام می‌دهد. او با چشمان قدیمی‌اش که پس از عمل نگه داشته بود، وارد مرکز نگهداری پیش‌آگاهان می‌شود و آگاتا را می‌رباید، و با این کار سامانهٔ هم‌ذهنی را که پیش‌جنایت بر آن متکی است، از کار می‌اندازد. با کمک یک خلافکار رایانه‌ای، اندرتون در خاطرات آگاتا جست‌وجو می‌کند، اما گزارش اقلیتی دربارهٔ قتل کرو نمی‌یابد، هرچند خاطرات آگاتا از قتل آن لیولی را بازیابی می‌کند. آن دو کرو را در هتلی می‌یابند که پر از عکس کودکانی از جمله پسر اندرتون است. اندرتون، کرو را متهم به قتل پسرش می‌کند و نزدیک است او را بکشد، ولی پشیمان می‌شود و می‌خواهد او را بازداشت کند. اما کرو اعتراف می‌کند که برای کاشتن این عکس‌ها استخدام شده و می‌گوید خانواده‌اش تنها در صورتی پول دریافت خواهند کرد که او کشته شود. وقتی اندرتون از کشتن او خودداری می‌کند، کرو خود را به شیوه‌ای که در رؤیای پیش‌آگاهان دیده شده بود، می‌کشد.
ویتور که از سوی اندرتون مطلع شده بود، پروندهٔ آن لیولی را بررسی کرده و به شواهدی از وقوع قتل پی می‌برد. او یافته‌هایش را به «لامار بورجس»، رئیس سامانهٔ پیش‌جنایت، اطلاع می‌دهد، اما بورجس او را با اسلحهٔ اندرتون می‌کشد، درحالی‌که اطمینان دارد با خاموش‌بودن پیش‌آگاهان، کسی نمی‌تواند قاتل ویتور را شناسایی کند. اندرتون و آگاتا به خانهٔ لارا پناه می‌برند، اما واحد تاکتیکی پلیس آن‌ها را پیدا کرده و اندرتون را به اتهام قتل‌های کرو و ویتور بازداشت می‌کند و آگاتا را به دیگر پیش‌آگاهان بازمی‌گرداند. پس از زندانی‌شدن اندرتون، لارا با بورجس دربارهٔ نگرانی‌های اندرتون پیرامون قتل آن لیولی صحبت می‌کند. بورجس ابتدا اظهار بی‌اطلاعی می‌کند، اما سپس به‌طور ناخواسته به جزئیاتی اشاره می‌کند که لارا هرگز نگفته بود. لارا به او مشکوک می‌شود و اندرتون را از زندان فراری می‌دهد تا در مراسم راه‌اندازی ملی سامانهٔ پیش‌جنایت، با بورجس روبه‌رو شود.
در ضیافت، اندرتون با پخش تماسی تصویری، بورجس را با بینشی از قتل لیولی که آگاتا تجربه کرده بود، مواجه می‌کند. آن، که مادر آگاتا و معتاد به نئورین بود، سرپرستی دخترش را واگذار کرده بود، اما پس از ترک اعتیاد، برای بازپس‌گیری او تلاش کرد. بورجس که نگران نابودی سامانهٔ پیش‌جنایت بود، فردی را برای قتل آن استخدام کرد و مطمئن بود که سامانه جلوی قتل را می‌گیرد، اما خود او، بلافاصله پس از آن، آن را به همان شیوهٔ پیش‌بینی‌شده کشت. تکنسین‌ها که به آموزش دیده بودند رؤیای دوم را به‌عنوان پژواک نادیده بگیرند، آن را حذف کردند. بورجس همچنین کرو را اجیر کرده بود تا وانمود کند که شان را ربوده، و اندرتون را به‌سوی قتل سوق دهد.
در همان لحظه، گزارشی «گلوله سرخ» دریافت می‌شود که پیش‌بینی می‌کند بورجس اندرتون را خواهد کشت. وقتی آن دو با یکدیگر روبه‌رو می‌شوند، اندرتون به بورجس یادآوری می‌کند که تنها دو راه دارد: یا اندرتون را نکشد و باعث فروپاشی پیش‌جنایت شود، یا او را بکشد و خود به زندان برود. بورجس از اندرتون طلب بخشایش می‌کند و سپس خودکشی می‌کند.
اندرتون و لارا آشتی می‌کنند و لارا دوباره باردار می‌شود. سامانهٔ پیش‌جنایت کنار گذاشته می‌شود و زندانیان آزاد می‌شوند، گرچه برخی از آن‌ها همچنان زیر نظر پلیس باقی می‌مانند. پیش‌آگاهان به مکانی نامعلوم منتقل می‌شوند تا در آرامش زندگی کنند.